# Madame Máscara
Madame Máscara (en inglés, Madame Masque, cuyo verdadero nombre es Giulietta Nefaria, cambiado legalmente a Whitney Frost) es un personaje que aparece en los cómics estadounidenses publicados por Marvel Comics. Un interés amoroso ocasional y enemiga de Iron Man así como hija de Conde Nefaria, es una supervillana que originalmente llevaba una máscara de oro para cubrir su rostro desfigurado y continúa haciéndolo después de que su cara se curó. Últimamente ha sido la archienemiga de Kate Bishop.
Con los años, Madame Máscara ha aparecido en varias formas de medios, incluidas series de televisión animadas y videojuegos. En particular, Whitney Frost aparece en la segunda temporada de la serie de televisión Agent Carter, interpretada por Wynn Everett en el Universo Cinematográfico de Marvel.

## Historial de publicaciones
Whitney Frost apareció por primera vez en Tales of Suspense #98 (febrero de 1968), como Gran M y fue creada por Stan Lee y Gene Colan. Apareció por primera vez como Madame Máscara en Iron Man #17 (septiembre de 1969).

## Historia
Madame Máscara nació como Giulietta Nefaria, la hija del maestro criminal, Conde Luchino Nefaria, en Roma, Italia. Su madre murió al dar a luz y Luchino quería que su hija llevara una vida respetable, por lo que le dio a la niña a Byron Frost, un rico financiero y empleado de Nefaria, y a su esposa Loretta Frost para que se criara.
Frost llamó a la niña Whitney y la crio como propia. Como una adulta joven, Whitney era debutante y miembro de la sociedad, y se comprometió con el político Roger Vane. Después de las muertes de los Frost, el Conde Nefaria se acercó a Whitney y le reveló su verdadera ascendencia, diciéndole que Nefaria quiere que ocupe el lugar de su verdadero padre como líder de la Maggia, una organización similar a la mafia basada en la costa este de los Estados Unidos. Whitney al principio se negó, pero cuando le cuenta a Roger sobre su padre, Roger la abandona, temerosa de que sus conexiones con un criminal conocido obstaculicen una carrera política. Whitney aceptó la oferta de su padre para convertirse en una mente criminal profesional y fue entrenada por el Conde en estrategia, actividades criminales y combate. Resultó ser una estudiante brillante y cuando su padre es encarcelado, se convierte en la nueva Gran M, la líder de la familia Nefaria de la Maggia. Su papel como Big M la llevó a un conflicto con Iron Man, un viejo enemigo del Conde Nefaria.
Whitney se vio obligada a huir después de una incursión en Industrias Stark. El avión en el que ella se escapó se estrelló y la cara de Whitney quedó marcada, pero ella fue salvada por el criminal Mordecai Midas y comenzó a trabajar para él. Midas está obsesionado con el oro y Whitney esconde su rostro detrás de una máscara de oro y usa el alias "Madame Máscara".
Ella se encuentra con Tony Stark (alter ego de Iron Man) y este último muestra preocupación por ella a pesar de su rostro marcado. Ella enciende a Midas para salvar a Stark, pero abandona a Stark debido a su pasado criminal. Incapaz de olvidar a Stark, regresa como Krissy Longfellow, la secretaria personal de Stark. Ambos llegan a conocer la identidad secreta de cada uno y comienzan una relación romántica. Su felicidad es efímera ya que el Conde Nefaria está muriendo debido a un intento de obtener poderes sobrehumanos. Whitney contrata a los Hombres Animal en traer a su padre con ella y luego le pide a Stark que encuentre una cura para su padre. Nefaria intenta usar la violencia para forzar a Stark, y comienza una batalla entre los Hombres Animal y Iron Man. Whitney no puede elegir entre su padre y su amante, y cuando el soporte vital de Nefaria se daña en la pelea, se vuelve loca con la culpa y el dolor. Whitney regresa a la Nefaria Maggia y como "El Director" se convierte en su líder. Ella a menudo pelea con Iron Man y sus amigos.
En un momento, Frost se vuelve paranoica y comienza a crear copias de sí misma, conocidas como bio-duplicados. Uno de sus bi-duplicados, conocido como Máscara, se convierte en un aliado de los Vengadores. También crea criados robóticos conocidos como la Guardia Interior y los nombra individualmente después de notables traidores históricos, Benedict, Bruto, Fawkes, Quisling, Monmouth (basado en Benedict Arnold, Marcus Junius Brutus, Guy Fawkes, Vidkun Quisling y el duque de Monmouth) y otros dos miembros sin nombre.
Un miembro de la Guardia Interior, Benedict, recaptura a Máscara para Whitney. Máscara intenta convencerla de que los Vengadores son benévolos y que debería acercarse a Stark nuevamente, pero Whitney todavía tiene demasiado miedo para hacerlo. Sigue siendo una figura criminal de importancia, hasta que su padre vuelve de la muerte una vez más y destruye su base. A regañadientes asiste a los Vengadores y los Thunderbolts contra Nefaria, pero secretamente planea traicionar y destruir ambos lados, su creciente paranoia haciéndole creer que ambas partes solo quieren matarla, a pesar de los momentos de duda como cuando Stark se desenmascara en su presencia. pero baja su cara hacia atrás cuando se prepara para hablar con el resto de los Vengadores. Máscara nuevamente trata infructuosamente de convencerla de ponerse del lado de los héroes, y luego se une a la batalla en el lugar de Whitney. Masque usa un arma diseñada para interrumpir la energía iónica de Nefaria que Whitney estaba ahorrando hasta que los Vengadores murieron y Nefaria se debilitó, y Nefaria la mata antes de que pueda disparar el arma. Madame Máscara está conmocionada por la nobleza y el sacrificio de su duplicado, con la reacción consternada de Iron Man ante lo que parece ser su muerte en comparación con la alegría de Nefaria que la obliga a reconocer que su duplicado tenía razón sobre los Vengadores. Whitney se une a la batalla y juega un papel clave en la derrota de su padre, su arma le hace comenzar a filtrar energía iónica hasta que finalmente se derrumba. Ella renuncia a su pasado criminal, y MACH-II de los Thunderbolts ofrece su membresía, pero ella declina, partiendo a partes desconocidas para considerar su futuro. Antes de irse, le pidió a MACH-II que agradeciera a todos por ella, especialmente a Iron Man.
Madame Máscara es contratada por Capucha para aprovechar la división en la comunidad de superhéroes causada por la Ley de Registro de Superhumanos. Ella se convierte en la segunda al mando de Capucha (y su amante) y los ayuda a luchar contra los Nuevos Vengadores. Ella es derrotada por el Doctor Strange y puesta bajo custodia de S.H.I.E.L.D. Un grupo de Skrulls disfrazados de agentes de S.H.I.E.L.D. intentan conocer su verdadera cara para poder cambiarla. El Capucha la libera y mata a todos los Skrulls excepto uno. En un lugar desconocido al que asistieron la mayor parte del ejército de Capucha, el agente Skrull les informa que los Skrulls planean apoderarse de la Tierra, creyendo que es legítimamente suya. Madame Máscara se vuelve a unir al sindicato del crimen de Capucha y ataca a una fuerza invasora de Skrull. Ella se encuentra entre los integrantes del sindicato del crimen de Capucha mientras ayudan a los héroes en su batalla final contra los Skrulls.
Durante la historia del Dark Reign, Norman Osborn le da una recompensa a la cabeza de Tony Stark, y llama personalmente a Madame Máscara a la Torre Stark, que ofrece las ubicaciones de las armerías múltiples de Iron Man para ayudarla a encontrar a Stark. Ella sigue a Stark a Rusia, que Pepper Potts también había hecho. Máscara captura y tortura a Pepper antes de exigir que Stark le cuente sus verdaderos sentimientos a su cara real. Stark admite que, aunque han estado peleando, siempre la amaron, a lo que Máscara responde. Sin embargo, cuando se enfrenta a una elección directa entre Pepper o Máscara, se elige a Pepper. Mientras Stark escapa a Afganistán, Máscara y Pepper se dan la mano. Máscara está aprisionada en un traje de Dínamo Carmesí, mientras que Pepper, disfrazada de Máscara, informa a Osborn que Pepper fue asesinada en combate, y regresa a los Estados Unidos con la armadura de Rescue, que se almacena con las otras armaduras de Iron Man que Osborn ha adquirido.
Madame Máscara es parte de un ataque sorpresa contra los Nuevos Vengadores, una trampa creada por Osborn. Más tarde, cuando Capucha ataca al Doctor Strange para convertirse en el Hechicero Supremo, intenta ayudarlo a lidiar con su posesión por parte de Dormammu, quitándose la máscara y confesando sus sentimientos hacia él. Cuando Osborn cancela la búsqueda de Stark debido a que Stark está en un estado vegetativo persistente, Máscara decide tomar cartas en el asunto y contrata al Fantasma para eliminar a Stark, una tarea en la que Fantasma falla.
Máscara, junto con el resto de la pandilla de Capucha, se une para ayudar a Iron Patriot con asedio de Asgard. Sin embargo, Loki retoma las piedras Norn de la Campana para ayudar a los Vengadores y Asgardianos a luchar contra el Vacío. Masque ayuda a la Capucha a escapar. Capucha es pesimista, sabiendo que su pandilla simplemente lo vendería. Por lo tanto, busca a su padre el Conde Nefaria por ayuda. Los Nuevos Vengadores la siguen a ella y a Capucha usando a John King. Después de una batalla con Nefaria, los Nuevos Vengadores capturan a los cuatro y los llevan con María Hill para arrestarlos.
Durante la historia de Heroic Age, Capucha escapa de la prisión y hace una jugada para montar el Guantelete del Infinito y se encuentra con Madame Máscara. Usando la gema de realidad, Capucha sana su cara.
Ella aparece en Madripoor para la subasta de una cinta de video que muestra a Hawkeye asesinando a un dictador asiático. Sin embargo, la verdadera Madame Máscara más tarde se revela atada y amordazada en su habitación de hotel, con su traje y su identidad robados por Kate Bishop. Después de que se destruye la cinta, Máscara promete venganza contra Hawkeye y Bishop. Más tarde, Masque intenta capturar a Bishop atrayéndola a su casa en California, donde ella la droga. La adolescente se las arregla para escapar y destruye la casa en el proceso, provocando que Máscara una vez más jure venganza.
En las páginas de Avengers Undercover, Madame Máscara aparece como miembro del Consejo de la Sombra de los Maestros del Mal en Bagalia. Ella trabaja como la mano derecha del Barón Helmut Zemo.
Como parte del evento All-New, All-Different Marvel, Madame Máscara comienza una búsqueda para recuperar diferentes objetos mágicos con el fin de empoderarse. Durante su viaje, es perseguida por un misterioso grupo de ninjas. Iron Man se da cuenta de sus motivos cuando intenta robar un Wand de Watoomb duplicado del Castillo Doom. Al descubrir que el artefacto que había robado es falso, mata a su informante en un hotel de Montreal. Iron Man más tarde se enfrenta a Madame Máscara en la habitación del hotel e intenta razonar con ella. Sorprendida por su presencia, Madame Máscara desata una exhibición sorprendente de enorme poder mágico hacia él. Al viajar con Mary Jane Watson a Jackpot en Chicago, Madame Máscara se enfrenta a su antiguo socio de negocios Belhilio y lo mata. Luego se enfrenta a Iron Man y Doctor Doom, lo que daña al club nocturno. Cuando Mary Jane Watson distrae a Madame Máscara quitándose la máscara con un micrófono, Doctor Doom descubre que Madame Máscara ha sido poseída demoníacamente. Iron Man puede retenerla mientras que el Doctor Doom realiza con éxito un exorcismo. Para cuando Iron Man recupera la conciencia, el Doctor Strange llega y le informa que se llevará a Madame Máscara para arreglarla metafísicamente y que luego la entregará a la custodia de S.H.I.E.L.D.

## Poderes y habilidades
Madame Máscara no tiene poderes sobrehumanos, pero es una mujer atlética y un combatiente experto mano a mano en varias artes marciales y una tiradora experta. Ella es un gran estratega y organizador, a pesar de que sufre de inestabilidad mental y se cree que es una criminal demente. Ella tiene acceso a la tecnología avanzada como sus bio-duplicados.
Madame Máscara lleva una armadura corporal de una composición desconocida con una placa frontal de metal de oro, debajo de la cual tenía la cara llena de cicatrices químicamente. La placa frontal es lo suficientemente fuerte para desviar las balas sin causarle ningún daño permanente. Ella lleva un Wildey Magnum 475 revólver y otras armas de mano, además de las armas que disparan ráfagas concussive de cartuchos de energía o gas somnífero.
Como líder de la familia Maggia, Madame Máscara ordena los números no especificados de Dreadnought, robots modificados a partir de los diseños originales robadas de HYDRA.

## Otras versiones

### Casa de M: Maestros del Mal
En el universo de House of M, Madame Máscara cumple un rol similar al de su contraparte principal. En esto, ella es la segunda al mando del Sindicato Criminal de Capucha, además de ser su amante. Ella está con él durante el levantamiento e invade el país extranjero con él. Ella es una de los pocos delincuentes que decide quedarse con Robbins cuando los otros delincuentes deciden que el calor de Magneto es demasiado. Ella muere en la batalla final y se comenta que Robbins y Masque tenían un amor muy poderoso, que mantenía a Parker peleando.

### JLA / Avengers
Madame Máscara se ve entre los villanos cautivados que defienden la fortaleza de Krona. Ella se muestra inconsciente.

### Marvel Noir
En el Universo Marvel Noir, existe una versión de Madame Máscara, la primera es una en Spider-Man Noir. A diferencia de la versión convencional, sin embargo, esta versión es Felicia Hardy. Ella es impotente y no se convierte en Madame Máscara hasta el final de Spider-Man Noir: Eyes without a Face. Previamente, ella había sido acuchillada por el Maestro del Crimen en la cara y varias partes del cuerpo. Finalmente, ella se recupera, pero en el panel final, se muestra su cara, usando una máscara similar a la de Madame Máscara.
En Iron Man Noir, aparece otra versión de Madame Máscara como exploradora que trabaja con Tony Stark, por no mencionar una antigua llama también. La Dra. Gialetta Nefaria, junto con Tony, Virgil Munsey, editor de una revista llamada Marvels, y Rhodey están de viaje en Honduras Británica. Después de adquirir una extraña máscara de Jade en un templo, más tarde se la ve traicionando a Stark y sus amigos al Barón Zemo, su comandante Von Strucker. Aunque Rhodey y Tony escapan, disparan una bomba y, en la explosión, Gialetta queda marcada para siempre. Se revela que Gialetta está viva, con la máscara de Jade, con los nazis capturando a Pepper Potts y Orichalcum, la fuente de poder de Atlantis. Cuando Tony ataca el dirigible de Von Strucker, Gialetta intenta detener a Tony, pero es abatida por Pepper, que fue torturada por ella.

## En otros medios

### Televisión
- Madame Máscara apareció en el 1994 Iron Man serie animada, con la voz de Lisa Zane. Ella se ve en el episodio "Beauty Knows No Pain".
- Madame Máscara aparece en Iron Man: Armored Adventures, expresado por Kristie Marsden. Esta versión es Whitney Julietta Stane, hija descuidada de Obadiah Stane, y la máscara que utiliza es un prototipo de dispositivo disfraz construido por Stark Internacional, cuya radiación sin control de emisiones, finalmente conducir a la locura con una doble personalidad. Whitney aparece en varios episodios como un personaje recurrente y aparece como Madame Máscara en los episodios de la primera y segunda temporada como "Mascarada", "Persiguiendo fantasmas", "No te preocupes, se feliz", "El Frío es Mejor Servido" y "Iron Monger vive".
- Una versión 1940 del personaje aparece en la segunda temporada de Marvel's Agent Carter, interpretada por Wynn Everett.[44][45] Su personaje como una inventora del tiempo de guerra fue inspirada por Hedy Lamarr.[44] Durante su juventud, ella era Agnes Cully (retratada por Ivy George y Olivia Welch),[46] una prodigio de matemáticas e ingeniería cuya madre insistió en que el valor de una mujer para el mundo era su belleza. Ella usa sus habilidades de ingeniería para Isodyne Energy mientras estaba bajo el nombre artístico de Whitney Frost mientras estaba en Hollywood.[47] En la segunda temporada, manipula a su marido Calvin Chadwick para que investigue la Materia Cero antes de enfrentarse a la sustancia misma que le da la capacidad de absorber algo en su cuerpo,[48] aterrada en conflicto con Peggy Carter y la RSS a pesar de su amistad con el jefe de la mafia Joseph Manfredi.[49] En última instancia, Whitney se ve privada de sus habilidades de la Materia Cero y está comprometida en un asilo.[50]
- Whitney Frost aparece en Avengers Assemble, con la voz de Wynn Everett.[51] En esta versión, es una científica de Hydra. 
  - En la cuarta temporada como Avengers: Secret Wars, episodio "Por qué Odio Halloween", los Vengadores atacan una base de Hydra subterránea en Halloween, hallándola, y que Hawkeye descubrió que ella ha estado haciendo algunos experimentos relacionados con vampiros que pronto la convierte en un objetivo para las fuerzas de Drácula. Cuando Hawkeye lleva a Frost a la casa de seguridad llamada "Casa de Playa" en Vermont, los Vengadores luchan contra las fuerzas de Drácula. Las fuerzas de Drácula alcanzan a Hawkeye y Frost incluso cuando Crimson Widow y Crossbones fueron enviados para recuperar a Whitney. Cuando las fuerzas de Drácula son derrotadas cuando el sol comienza a elevarse, Frost se rinde a los Vengadores después de que el grupo atrapó a Crimson Widow y Crossbones.
  - En la quinta temporada, como Avengers: Black Panther Quest; ella toma el nombre de Madame Máscara que al se pone su máscara de control cuando comienza a hundirse. La máscara es una tecnología avanzada que le brinda la capacidad de conectar su mente con poderosas energías y máquinas. Al usar la máscara para vincular su mente a los sistemas de la nave, ella la salva y los Vengadores se hunden. Pero, la máscara es demasiado inestable y la vuelve loca con el poder. Expulsa a la Pantera Negra y a los Vengadores, se va con la nave y se une al Consejo de la Sombra del Asesino, ayudándoles en sus esfuerzos por apoderarse de Wakanda. Después de su derrota, Madame Máscara comienza a trabajar sola. A medida que aprende más sobre la tecnología de su máscara, logra poderes aún mayores. Ella atrae a los Vengadores a una base de Hydra, usando sus nuevas habilidades para abrumar a ambos equipos y captura a Red Skull y Iron Man para desviar su tecnología de sus mentes. Ya que Stark e Hydra controlan la mayor parte de la tecnología mundial entre las dos, ella tiene la intención de unirlas con las suyas para ganar el poder de rehacer el mundo de la manera que quiera. Hawkeye y Pantera Negra dejaron de lado sus diferencias para destruir su nave, que es la fuente de sus poderes. Sin querer perderla, Madame Máscara intenta salvarla en vano, y muere mientras cae al suelo.

### Videojuegos
- Madame Máscara aparece en el videojuego de Iron Man, expresada por Courtenay Taylor. Se representa como miembro de Maggia que lucha contra Iron Man en una base de Maggia. Madame es asesinada cuando un muro cae sobre ella.
- Madame Máscara aparece como jefe en el juego de Facebook Marvel: Avengers Alliance.